# São Gabriel do Oeste

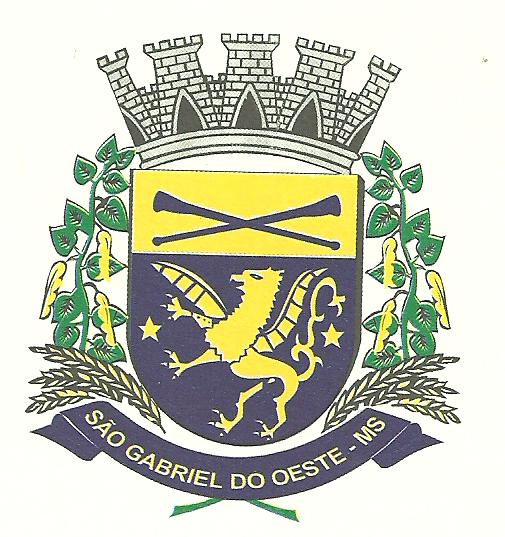
São Gabriel do Oeste

Sao Gabriel do Oeste es un municipio brasileño en el estado de Mato Grosso do Sul.

## Información general

### Geografía
El municipio de Sao Gabriel do Oeste está ubicado a una altitud de 658 m s. n. m., su superficie es de 3,866 km² y la población es de 21,217 habitantes, según los datos del IBGE.
Una gran característica local es la variación del relieve, limita con los municipios de río Verde de Mato Grosso do Sul, Camapuá, Bandeirantes y Río Negro.

## Historia
Este municipio fue fundado por gaúchos, manteniendo los costumbres de este estado, como el asado y el mate. También recibió influencia de los primeros colonizadores de la región, los mineiros a fines del siglo XIX.

## Economía
La base de la economía de Sao Gabriel do Oeste es la producción agrícola, con la soja como producto en destaque, otros productos que se destacan son el maíz y el sorgo. 
A nivel estatal es el mayor productor de soja, con 263.250 toneladas anuales, también es el segundo mayor productor de maíz, con 104.100 toneladas anuales.
A nivel nacional es el segundo mayor productor de sorgo, con 63 mil toneladas anuales.
Además este municipio es el mayor productor estatal de cerdos y avestruces, con 105 mil lechones y 5 mil cabezas de avestruz.
- Datos: Q1805031
- Multimedia: São Gabriel do Oeste / Q1805031